# КрАЗ
Холдингова компания „АвтоКрАЗ“ (на украински: Кременчуцький автомобільний завод) (или АвтоКрАЗ) е производител на камиони и автомобили със специално предназначение (основно тежкотоварни офроуд модели) в Кременчуг, Украйна. Компанията е създадена на базата на Кременчугския автомобилен завод и е индустриалното крило на финансово-производствената група „Финанси и кредит“.

## История

### Строителство
КрАЗ е основан на 31 август 1945, няколко месеца след края на Втората световна война, когато Народният комисариат на съобщенията издава заповед за строителството на завод за механика и мостове в Кременчук. През следващите 8 години заводът произвежда около 600 моста с обща дължина от около 27 км, използвани по реките Днепър, Днестър, Волга и Западна Двина. През 1956 г. в завода започва производство на комбайни и други селскостопански машини. Подразделението за селскостопанска техника произвежда около 11 000 машини през първите 2 години от създаването му.

### Кременчугски автомобилен завод
На 17 април 1958 г. ЦК на КПСС и Министерският съвет на СССР взимат решение за построяването на завод за тежкотоварни превозни средства в Кременчуг. Производството на тежкотоварни камиони е прехвърлено от Ярославския моторен завод или ЯАЗ. Първите 2 самосвала КрАЗ-222 са сглобени с вносни части на 10 април 1959 г., като до 1961 г. заводът изнася над 500 превозни средства в 26 страни по света, сред които Аржентина, Афганистан, България, Китай, Индия, Виетнам и други. КрАЗ е награден с Орден „Ленин“ през януари 1971 г. за изпълнение на петилетния план за създаване на нови модели камиони. На 15 януари заводът е преименуван на „АвтоКрАЗ“. Компанията произвежда 30 655 превозни средства до 1986 г.

### Украйна
През 1991 г. въз основа на отдела за експорт е създадена външнотърговска фирма „КрАЗ“. През 1993 г. заводът получава престижната международна награда Европейски приз за качество. През 1994 г. Кременчугският автомобилен завод е регистриран като обществена корпорация. Холдинговата компания „АвтоКрАЗ“ е регистрирана през 1996 г.

### Приватизация на завода
Приватизацията на предприятието започва през 1999 г. Дял в холдинговото дружество „АвтоКрАЗ“ придобива украинско-германската фирма „Мега Моторс“. През 2002 г. е основана търговска къща „АвтоКрАЗ“, а през 2003 г. са отворени монтажни заводи във Виетнам и Русия. През 2004 г. холдинговото дружество подписва договор за доставка на 2200 автомобила КрАЗ в Ирак.
В завода е въведена система за управление на качеството по международния стандарт ISO 9001:2000. През януари 2006 на главния конвейер е сглобен 800 000-ият камион КрАЗ. През октомври същата година според резултатите от класацията „ТОП 100 на най-динамично развиващите се компании“, изготвена от издателство „Икономика“, Холдингова компания „АвтоКрАЗ“ заема първо място сред 100 украински компании по ръст на приходите и показва най-добро икономическо развитие. На 23 август 2011 г. високопроходимият модел КрАЗ-5233 „Спецназ“ е приет на въоръжение в Украинските въоръжени сили.

## Продукти

### Цивилни камиони
- КрАЗ-255
- КрАЗ-5133B2 – 4x2 – 330 к. с.
- КрАЗ-6510 – 4x4 or 6x4 240 к. с.
- КрАЗ-65055 – 6x6 – 330 к. с.
- КрАЗ-65032 – 6x6 самосвал – 330 к. с.
- КрАЗ-6130С4 – 6x6 самосвал – 330 к. с.
- КрАЗ-7133С4 – 4-осен (8x4) самосвал
- КрАЗ-65053 – 330 к. с.
- КрАЗ-65101 – 330 к. с.

### Шасита
- КрАЗ-5133H2 – 4x2 – 330 к. с.
- КрАЗ-7133H4 – 8x4
- КрАЗ-7140H6 – 8x6 – 400 к. с.
- КрАЗ-63221 – 6x6
- КрАЗ-65053 – 330 к. с.
- КрАЗ-65101 – 240 к. с.

### Полутрактори
- КрАЗ-5444 – 2-осен – 330 к. с.
- КрАЗ-6140TE – 3-осен – 400 к. с.
- КрАЗ-6443 – 3-осен
- КрАЗ-6446 – 3-осен
- КрАЗ-64431 – 3-осен

### Военни камиони
- КрАЗ-5233BE 4x4 – 330 к. с.
- КрАЗ-6322 6x6 – 330 к. с.
- КрАЗ-6135B6 6x6 – 350 к. с.

### Камиони със специално предназначение
- КрАЗ-6133M6 – автомобил за превоз на трупи
- КрАЗ-64372 – автомобил за превоз на трупи
- КрАЗ-6233R4 – бетонобъркачка
- КрАЗ-6333R4 – бетонобъркачка
- КрАЗ-7133R4 – бетонобъркачка
- КрАЗ-65055DM – самосвал/снегорин

## Галерия
- КрАЗ-214
- КрАЗ-255
- КрАЗ-255B
- Наследникът на KrAZ-255, KrAZ-260.
- КрАЗ-5233
- КрАЗ Раптор
- 2С22 Богдана

Продукцията на завода е представена в повече от 30 страни по света, сред които Ангола, Афганистан, България, Великобритания, Виетнам, Гана, Гвинея, Германия, Египет, Екваториална Гвинея, Ирак, Иран, Йемен, Куба, Либерия, Либия, Македония, Монголия, Нигерия, Полша, Сирия, Тайланд.

## Ръководство
- от 2002 г.: Сергей Сазонов - генерален директор, председател на Управителния съвет.

1. ↑  «АвтоКрАЗ» в 2016 году увеличил убыток в 4,6 раза //   февруари 2017 г.
2. ↑  "АвтоКрАЗ" в 2016г увеличил убыток в 4,6 раза //   24 февруари 2017 г.